# Hydraena fluvicola
Hydraena fluvicola är en skalbaggsart som först beskrevs av Perkins 1980.  Hydraena fluvicola ingår i släktet Hydraena och familjen vattenbrynsbaggar. Inga underarter finns listade i Catalogue of Life.